# ФК Интер Милано
Фудбалски клуб Интернационале Милано (итал. Football Club Internazionale Milano), познатији као Интер (на енглеском говорном подручју се углавном назива Интер Милано) је италијански фудбалски клуб из Милана, Ломбардија.  Основан 1908. године, Интер је један од најуспешнијих клубова у италијанском фудбалу. Од 1947. године деле стадион Ђузепе Меаца (такође познат као Сан Сиро) са Миланом, који има капацитет од 80.018 места. Њихово дугогодишње ривалство, познато као Милански дерби (итал. Derby della Madonnina), један је од најпраћенијих дербија у фудбалу широм света.
Основан након раскола унутар миланског фудбалског и крикет клуба (сада ФК Милан), Интер је освојио своје прво првенство 1910. године. Од свог оснивања, Интер је освојио 37 домаћих трофеја, укључујући 20 титула у лиги, девет купова Италије и осам суперкупова Италије. Од 2006. до 2010. године, клуб је освојио пет узастопних титула у лиги, изједначивши рекорд свих времена у то време. Три пута су освојили Европски куп/Лигу шампиона. 2010. године, Интер је постао шести клуб у историји који је освојио триплу круну, освојивши Лигу шампиона, домаћу лигу и куп. Клуб је такође освојио три УЕФА купа, два Интерконтинентална купа, једно ФИФА Светско клупско првенство и био је другопласирани у УЕФА Лиги шампиона 2022-23. и 2024-25.
Интер има највећу посећеност домаћих утакмица у Италији и четврту највећу посећеност у Европи. Од маја 2024. године, клуб је у власништву америчке компаније за управљање имовином Oaktree Capital Management.

## Историја

### Почеци и историја клуба до 1970.
Сматра се да је називу Интер кумовао први председник - Ђовани Парамитиоти, који је веровао да не постоје националне границе у спорту, и да у једном клубу може играти странац као равноправни играч. Свој први скудето Интер осваја веома брзо - 1910, а други осваја 1920. Капитен екипе која је освојила први скудето био је Вирђилио Фосати рођен у Милану и брат Ђузепеа Фосатија који је освојио други скудето. Између Првог и Другог светског рата ФК Интер био је приморан да промени име у Амбросина - Интер по захтеву Бенита Мусолинија. Међутим, Интер и под другим називом осваја свој трећи скудето у новој Италијанској првој дивизији - Серији А 1930. Четврта титула освојена је 1938. док 1939. Интер осваја свој први Италијански Куп, као и пету титулу шампиона 1940. године. По завршетку рата клуб је повратио своје право име - Интернационале Милано. Након рата, Интер осваја шести скудето 1953. и седми 1954. После ове две титуле Интер улази у најбоље године у историји. Током шездесетих година, Интер под вођством Еленија Ерере осваја шампионат 1963, 1965. и 1966. Најбољи моменти били су када је Интер два пута узастопно освојио Куп шампиона Европе - садашњу Лигу шампиона. Интер је први пут ово такмичење освојио 1964. против шпанског Реал Мадрида. Следећи Куп шампиона Интер осваја против португалске Бенфике. Током шездесетих година, када су освојили 3 Скудета, 2 купа шампиона и 2 интерконтинентална купа (оба пута савладавши аргентински Индепендијенте), дрес Интера носили су Лоренцо Буфон, Ђулијано Сарти, Бруно Болћи, Луис Суарез, Ђачинто Факети, Сандро Мацола, Енеа Масиеро, Армандо Пики, Саул Малатраси, Тарчизио Бурњич, Аристиде Гуарнери, Жаир да Коста, Марио Корсо, Ђанфранко Бедин, Франко Цаљо, Гари Хиченс, Мауро Бићикли, Анђело Доменгини, Ренато Капелини итд. Председник клуба био је Анђело Морати - отац доскорашњег председника Масима Моратија. Интер је поново играо финале Купа шампиона 1967, али је изгубио 2-1 од Селтика.

### 1970—данас
Пратећи златне шездесете, Интер је успео да освоји своју једанаесту титулу 1971. и дванаесту 1980. Као првак из 1971, Интер у Купу шампиона долази до финала 1972, али бива поражен од Ајакса. Интер је освојио свој други и трећи Италијански куп 1978. и 1982. Интер 1989. осваја свој тринаести скудето предвођен легендарном немачком тројком - Матеус, Клинсман, Бреме. Уследио је сушни период када је "скудето" у питању па је Интер у том периоду морао да се "задовољава" освајањем трофеја у купу УЕФА. У размаку од седам година Интер је освојио три пута Куп Уефа. Први куп Уефа освојили су против Роме 1990/91, други су освојили против Казино Салцбурга у сезони 1993/94. Своју рекордну трећу победу у УЕФА купу остварују у сезони 1997/98. победом над Лацијом од 3-0 на стадиону Парк Принчева у Паризу. У сезони 2004/05. Интер осваја куп Италије против Роме и суперкуп на почетку сезоне 2005/06 против Јувентуса. 11. маја 2006. Интер поново успева да освоји куп Италије против Роме. Четрнаести скудето Интеру се додељује 2006. после избацивања Јувентуса у другу лигу и одузимања бодова Милану због намештања утакмица. Петнаеста титула долази у витрине 2007. у сезони у којој је екипа Интера оборила читав низ рекорда у Серији А. Шеснаеста титула, а трећа за редом, је освојена 2008, али је поново као и претходне сезоне доживљен пораз у финалу купа од Роме.
Вреди забележити да је сезона 2007/08. најављивана као сезона велике освете Јувентуса и Милана, али је Интер ипак узео и трећи Скудето за редом, овога пута у "комплетној" Серији А. Током лета 2008. године дошло је до промене тренера, отишао је трофејни Манчини, а стигао је још успешнији Морињо. Већ у његовој првој сезони 2008/09. прво је освојен суперкуп, потом и 17. скудето чиме је настављена доминација у италијанском фудбалу али и најављено оно што ће уследити у наредној такмичарској сезони. Сезона 2009/10. је била једна од најуспешнијих сезона у историји клуба, јер је клуб под вођством тренера Жозе Мориња успео да освоји чак три трофеја, 18. пута Скудето, 6. пута трофеј у купу Италије и 3. пута трофеј Лиге шампиона. Рангиран је као дванаести у листи ФИФА најбољих клубова 20. века. До краја календарске 2010. године освојен је и 5. трофеј у италијанском суперкупу (против Роме) као и први трофеј клупског првака света (одн. укупно трећи трофеј у оваквом типу такмичења рачунајући два тријумфа у интерконтиненталном купу средином 60-их година прошлог века) савладавши тадашњег првака Африке ТП Мазембе док је доживљен пораз у првом учешћу у мечу за трофеј суперкупа Европе од Атлетико Мадрида. Последњи трофеј који су неро–азури освојили био је куп Италије 2011. године победом над Палермом у финалу. Био је то 7. трофеј за Интер у националном купу али је потом поново уследио сушни период као последица нове Јувентусове доминације. Током лета 2016. године Интер је добио нове већинске власнике из Кине који су зацртали за свој циљ повратак Интера на старе, трофејне стазе славе. Коначан повратак успесима десио се током лета 2019. године када је на место шефа стручног штаба дошао бивши трофејни тренер Јувентуса и Челсија Антонио Конте. Већ у првој сезони са њим Интер је освојио друго место у Серији А, а играо је и у финалу лиге Европе где је доживио несрећан пораз од шпанске Севиље. У другој сезони Конте је успео да прекине деветогодишњу доминацију Јувентуса и донесе Интеру дуго чекани 19. "скудето". Убрзо након тог успеха Конте је напустио клуб незадовољан најављеном продајом неколицине битних првотимаца шампионске екипе, а на његово место дошао је бивши играч и тренер Лација Симоне Инцаги. Први трофеј на клупи Интера Инзаги је освојио почетком јануара 2022. године када је у заосталом мечу суперкупа Италије на домаћем терену савладан Јувентус са 2:1 победоносним голом Алексиса Санчеза у 120. минуту који је био пресудан за освајање 6. трофеја у овом такмичењу. У наставку сезоне Интер је дошао и до 8. трофеја у купу Италије још једним тријумфом над Јувентусом, такође након продужетака овај пута резултатом 4:2. До 7. трофеја у суперкупу Интер је дошао средином јануара 2023. године убедљивим тријумфом над градским ривалом Миланом 3:0 у мечу одиграном у главном граду Саудијске Арабије Ријаду, а до 9. трофеја у купу Италије Интер је дошао тримуфом над Фјорентином од 2:1 у мечу одиграном у Риму. До краја сезоне Интер је дошао и до финала лиге шампиона у Истанбулу где је изгубио од Манчестер ситија са 1:0. Интер је у другој половини јануара 2024. године (поново у Саудијској Арабији) освојио и свој трећи узастопни трофеј суперкупа Италије и то у новом формату такмичења са учешћем четири клуба. Прво је у полуфиналу савладан вицепрвак Лацио 3:0, а потом у финалу и актуелни првак Наполи са 1:0 (голом капитена Лаутара Мартинеза у судијској надокнади). На тај начин Интер је дошао до свог 8. трофеја у том такмичењу (испред је само Јувентус са 9 тријумфа), а тренер неро–азура Симоне Инцаги постао је најтрофејнији тренер у суперкупу Италије са 5 трофеја (два са Лацијем и 3 са Интером) чиме је престигао легендарне колеге Фабија Капела и Марчела Липија. Сезона 2023/24. је заокружена освајањем јубиларног 20. "скудета" и то тријумфом над Миланом од 2:1 чиме је крунисана потпуна доминација у Серији А. На тај начин Интер је успео да прикачи и другу златну звездицу на свој дрес што је додатно дало значај освајању ове титуле првака.

### Сезона за понос 2009/10 — триплета
Посебно место у историји Интера заузима сезона 2009/10. када су неро–азури успели да остваре оно што ниједном италијанском клубу ни пре а ни после није успело - да освоји популарну "триплету" одн. да споји титуле првака Италије и Европе као и да освоји национални куп. А ништа није наговештавало да следи историјска сезона. Током лета 2009. године Интер су напустили Ибрахимовић, Креспо, Максвел, Бурдисо, Круз, Бонући, Дакур и Фиго (који је завршио играчку каријеру), током зимске паузе још и Вијера и Мансини па су многи стручњаци сматрали да се владавина клуба са Меаце полако завршава. Као појачања стигли су Ето, Милито, Мота, Снајдер, Лусио и Арнаутовић док су се са позајмице вратили Суазо и Кварежма, а током зиме стигли су и Пандев и Марига које је у што јачи колектив требало да укомпонује португалски стручњак Морињо коме је то била друга сезона на клупи Интера.
Почетак сезоне није обећавао, у првој званичној утакмици Интер је у мечу за суперкуп Италије изгубио од Лација са 1:2. На старту серије А уследио је реми на Меаци са Баријем, али је велики тријумф у миланском дербију против тада домаћина Милана од 4:0 показао свима да је Интер спреман за велика дела. До краја првенствене трке неро–азури су водили велику борбу са Ромом, а 18. "скудето" је обезбеђен тек у последњем колу тријумфом над домаћом Сијеном од 1:0 голом Милита. Након титуле Интер је успео да освоји и 6. трофеј у купу Италије, редом су падали Ливорно, Јувентус и Фиорентина, а у финалу опет тада велики ривал Рома. Интер је победио са 1:0 а опет је стрелац победоносног гола био Милито. Круна велике сезоне било је освајање треће титуле првака Европе. Након што је у конкуренцији Барселоне, Рубина и кијевског Динама Интер као другопласирани прошао у нокаут фазу пред неро–азурима су падали Морињов бивши клуб Челси, а потом и московски ЦСКА. У полуфиналу уследио је нови обрачун између љутих непријатеља Мориња и Гвардиоле чија Барселона није могла да се одупре Интеровим играчима који су били пуни самопоуздања верујући да је ово била њихова сезона. Као шлаг на торту дошло је велико финале у Мадриду на стадиону Сантијаго Бернабеу против минхенског Бајерна које је Интер добио са 2:0 опет головима феноменалног Дијега Милита и на тај начин дошао до своје треће титуле првака Европе, прве након пуних 45 година чекања. Био је то најлепши крај једне бриљантне сезоне, али и својеврсни завршетак петогодишње доминације Интера. Током лета 2010. године први је ногу повукао тренер Морињо одласком у Реал Мадрид, а потом је дошло и до промена у играчком кадру.
Освајањем популарне "триплете" Интер је ушао у малобројно, пробрано друштво клубова којима је то успело да ураде али и да оствари оно што је му измакло у сезони 1964/65. када је након освајања титула првака Италије и Европе као и узимања интерконтиненталног купа доживљен пораз у финалу националног купа од Јувентуса. Поред Интера то су учинили Селтик (1966/67. – освојио чак четири трофеја рачунајући и лига куп Шкотске), Ајакс (1971/72), ПСВ Ајндховен (1987/88), Манчестер јунајтед (1998/99), Барселона (2008/09. и 2014/15), Бајерн Минхен (2012/13. и 2019/20), Манчестер сити (2022/23) и Пари Сен Жермен (2024/25) док је Ливерпул (у сезони 1983/84) након освајања титула првака Енглеске и Европе освојио лига куп своје земље али му је измакао трофеј у националном купу.

## Тренутни састав
Ажурирано: 11. јун 2025.
| Бр. |            | Позиција | Играч                      |
| --- | ---------- | -------- | -------------------------- |
| 1   | Швајцарска | Г        | Јан Зомер                  |
| 2   | Холандија  | О        | Дензел Дамфрис             |
| 6   | Холандија  | О        | Стефан де Врај             |
| 7   | Пољска     | С        | Пјотр Зјелињски            |
| 8   | Хрватска   | С        | Петар Сучић                |
| 9   | Француска  | Н        | Маркус Тирам               |
| 10  | Аргентина  | Н        | Лаутаро Мартинез (капитен) |
| 11  | Бразил     | С        | Луис Енрике                |
| 12  | Италија    | Г        | Рафаеле Ди Ђенаро          |
| 13  | Шпанија    | Г        | Хосеп Мартинез             |
| 15  | Италија    | О        | Франческо Ачерби           |
| 16  | Италија    | С        | Давиде Фратези             |
| 20  | Турска     | С        | Хакан Чалханоглу           |
| 21  | Албанија   | С        | Кристјан Аслани            |

| Бр. |           | Позиција | Играч                                  |
| --- | --------- | -------- | -------------------------------------- |
| 22  | Јерменија | С        | Хенрих Мхитарјан                       |
| 23  | Италија   | С        | Николо Барела (заменик капитена)       |
| 28  | Француска | О        | Бенжамен Павар                         |
| 30  | Бразил    | О        | Карлос Аугусто                         |
| 31  | Њемачка   | О        | Јан Аурел Бисек                        |
| 32  | Италија   | О        | Федерико Димарко                       |
| 36  | Италија   | О        | Матео Дармијан                         |
| 42  | Аргентина | О        | Томас Паласиос                         |
| 45  | Аргентина | С        | Валентин Карбони                       |
| 59  | Пољска    | С        | Никола Залевски (на позајмици из Роме) |
| 70  | Италија   | Н        | Себастијано Еспозито                   |
| 94  | Италија   | Н        | Франческо Пио Еспозито                 |
| 95  | Италија   | О        | Алесандро Бастони                      |
| 99  | Иран      | Н        | Мехди Тареми                           |

### Играчи из младог тима (Интер примавера)
| Бр. |         | Позиција | Играч               |
| --- | ------- | -------- | ------------------- |
| 40  | Италија | Г        | Алесандро Калигарис |
| 47  | Италија | Н        | Матео Лавели        |
| 48  | Италија | О        | Габријеле Ре Чекони |
| 49  | Италија | Н        | Ђакомо Де Пјери     |
| 50  | Италија | О        | Мајк Аиду           |
| 51  | Грчка   | О        | Христос Алексиу     |
| 52  | Италија | С        | Томас Беренбрух     |

| Бр. |           | Позиција | Играч           |
| --- | --------- | -------- | --------------- |
| 53  | Словенија | С        | Лука Топаловић  |
| 54  | Италија   | С        | Матија Занкета  |
| 55  | Италија   | О        | Матео Мота      |
| 56  | Италија   | Н        | Матео Спинаће   |
| 57  | Венецуела | Н        | Данијеле Кијето |
| 58  | Италија   | О        | Матео Коки      |
| 60  | Албанија  | Г        | Алан Тахо       |

### Играчи на позајмици
Ажурирано: 11. фебруар 2025.
| Бр. |           | Позиција | Играч                             |
| --- | --------- | -------- | --------------------------------- |
| —   | Србија    | Г        | Филип Станковић (Венеција)        |
| —   | Аргентина | О        | Франко Карбони (Венеција)         |
| —   | Италија   | О        | Алесандро Фонтанароса (Карарезе)  |
| —   | Италија   | О        | Ђакомо Стабиле (Алционе)          |
| —   | Италија   | О        | Франческо Станте (Перголетезе)    |
| —   | Белгија   | О        | Зињо Ванхојсден (Мехелен)         |
| —   | Нигерија  | С        | Ебенезер Акинсанмиро (Сампдорија) |

| Бр. |           | Позиција | Играч                         |
| --- | --------- | -------- | ----------------------------- |
| —   | Италија   | С        | Лука Ди Мађо (Перуђа)         |
| —   | Србија    | С        | Александар Станковић (Луцерн) |
| —   | Канада    | С        | Тејџон Бјукенан (Виљареал)    |
| —   | Француска | С        | Исиака Камате (Модена)        |
| —   | Италија   | Н        | Еди Салседо (ОФИ Крит)        |
| —   | Италија   | Н        | Амаду Сар (Фођа)              |
| —   | Пољска    | Н        | Јан Жуберек (Авелино)         |

## Занимљивости

### Играчи верни Интеру током читаве каријере
| Број | Играч             | Националност         | Позиција | Деби за Интер     | Последњи меч       |
| ---- | ----------------- | -------------------- | -------- | ----------------- | ------------------ |
| 1    | Пјеро Кампели     | Италија              | Голман   | 30. јануар 1910.  | 9. новембар 1924.  |
| 2    | Ермано Аеби       | Швајцарска · Италија | Нападач  | 10. април 1910.   | 12. новембар 1922. |
| 3    | Армандо Кастелаци | Италија              | Везни    | 24. фебруар 1924. | 8. март 1936.      |
| 4    | Ђачинто Факети    | Италија              | Одбрана  | 3. мај 1961.      | 7. мај 1978.       |
| 5    | Сандро Мацола     | Италија              | Нападач  | 10. јун 1961.     | 8. новембар 1977.  |
| 6    | Ђузепе Бергоми    | Италија              | Одбрана  | 30. јануар 1980.  | 23. мај 1999.      |

### Повучени бројеви
| Број | Играч          | Националност | Позиција | Деби за Интер    | Последњи меч  |
| ---- | -------------- | ------------ | -------- | ---------------- | ------------- |
| 3    | Ђачинто Факети | Италија      | Одбрана  | 3. мај 1961.     | 7. мај 1978.  |
| 4    | Хавијер Занети | Аргентина    | Везни    | 27. август 1995. | 18. мај 2014. |

### Капитени Интера
| Име              | Националност         | Године    |
| ---------------- | -------------------- | --------- |
| Ернст Марктл     | Швајцарска           | 1909      |
| Вирђилио Фосати  | Италија              | 1909—1915 |
| Ермано Аеби      | Швајцарска · Италија | 1915—1922 |
| Леополдо Конти   | Италија              | 1922—1931 |
| Ђузепе Меаца     | Италија              | 1931—1940 |
| Атилио Димарија  | Аргентина · Италија  | 1940—1943 |
| Алдо Кампатели   | Италија              | 1943—1950 |
| Атилио Ђованини  | Италија              | 1950—1954 |
| Ђино Армано      | Италија              | 1954—1956 |
| Ђовани Ђакомаци  | Италија              | 1956—1957 |
| Ђовани Инверници | Италија              | 1957—1958 |
| Антонио Анђелило | Аргентина · Италија  | 1958—1961 |

| Име                | Националност | Године     |
| ------------------ | ------------ | ---------- |
| Бруно Болћи        | Италија      | 1961—1962  |
| Армандо Пики       | Италија      | 1962—1967  |
| Марио Корсо        | Италија      | 1967—1970  |
| Сандро Мацола      | Италија      | 1970—1977  |
| Ђачинто Факети     | Италија      | 1977—1978  |
| Грацијано Бини     | Италија      | 1978—1985  |
| Алесандро Алтобели | Италија      | 1985—1988  |
| Ђузепе Барези      | Италија      | 1988—1992  |
| Ђузепе Бергоми     | Италија      | 1992—1999  |
| Хавијер Занети     | Аргентина    | 1999—2014  |
| Андреа Ранокија    | Италија      | 2014—2015  |
| Мауро Икарди       | Аргентина    | 2015—2019  |
| Самир Хандановић   | Словенија    | 2019—2023  |
| Лаутаро Мартинез   | Аргентина    | 2023—данас |

### Рекордери по броју одиграних утакмица и постигнутих голова за Интер
| Број | Име                           | Националност          | Године              | Укупно утакмица |
| ---- | ----------------------------- | --------------------- | ------------------- | --------------- |
| 1    | Хавијер Занети                | Аргентина             | 1995—2014           | 858             |
| 2    | Ђузепе Бергоми                | Италија               | 1979—1999           | 756             |
| 3    | Ђачинто Факети                | Италија               | 1960—1978           | 634             |
| 4    | Сандро Мацола                 | Италија               | 1960—1977           | 565             |
| 5    | Ђузепе Барези                 | Италија               | 1977—1992           | 559             |
| 6    | Марио Корсо                   | Италија               | 1957—1973           | 502             |
| 7    | Валтер Зенга                  | Италија               | 1982—1994           | 473             |
| 8    | Тарчизио Бурњич               | Италија               | 1962—1974           | 467             |
| 9    | Алесандро Алтобели            | Италија               | 1977—1988           | 466             |
| 10   | Иван Кордоба Самир Хандановић | Колумбија · Словенија | 2000—2012 2012—2023 | 455             |

| Број | Име                | Националност | Године                        | Укупно голова |
| ---- | ------------------ | ------------ | ----------------------------- | ------------- |
| 1    | Ђузепе Меаца       | Италија      | 1927—1940 1946—1947           | 284           |
| 2    | Алесандро Алтобели | Италија      | 1977—1988                     | 209           |
| 3    | Роберто Бонинсења  | Италија      | 1969—1976                     | 173           |
| 4    | Сандро Мацола      | Италија      | 1960—1977                     | 160           |
| 5    | Луиђи Чевенини     | Италија      | 1912—1915 1919—1921 1922—1927 | 158           |
| 6    | Лаутаро Мартинез   | Аргентина    | 2018—данас                    | 152           |
| 7    | Бенито Лоренци     | Италија      | 1947—1958                     | 143           |
| 8    | Иштван Њерш        | Мађарска     | 1948—1954                     | 133           |
| 9    | Мауро Икарди       | Аргентина    | 2013—2019                     | 124           |
| 10   | Кристијан Вијери   | Италија      | 1999—2005                     | 123           |

## Највећи успеси

### Национални
- Серија А :
  - Првак (20) : 1909/10, 1919/20, 1929/30, 1937/38, 1939/40, 1952/53, 1953/54, 1962/63, 1964/65, 1965/66, 1970/71, 1979/80, 1988/89, 2005/06[13], 2006/07, 2007/08, 2008/09, 2009/10, 2020/21, 2023/24.
  - Другопласирани (17) : 1932/33, 1933/34, 1934/35, 1940/41, 1948/49, 1950/51, 1961/62, 1963/64, 1966/67, 1969/70, 1992/93, 1997/98, 2002/03, 2010/11, 2019/20, 2021/22, 2024/25.
- Куп Италије :
  - Освајач (9) : 1938/39, 1977/78, 1981/82, 2004/05, 2005/06, 2009/10, 2010/11, 2021/22, 2022/23.
  - Финалиста (6) : 1958/59, 1964/65, 1976/77, 1999/00, 2006/07, 2007/08.
- Суперкуп Италије :
  - Освајач (8) : 1989, 2005, 2006, 2008, 2010, 2021, 2022, 2023.
  - Финалиста (5) : 2000, 2007, 2009, 2011, 2024.

### Међународни
- Интерконтинентални куп :
  - Освајач (2) : 1964, 1965.
- Светско клупско првенство :
  - Освајач (1) : 2010.
- Куп европских шампиона / Лига шампиона :
  - Освајач (3) : 1963/64, 1964/65, 2009/10.
  - Финалиста (4) : 1966/67, 1971/72, 2022/23, 2024/25.
- Куп УЕФА / Лига Европе :
  - Освајач (3) : 1990/91, 1993/94, 1997/98.
  - Финалиста (2) : 1996/97, 2019/20.
- УЕФА суперкуп :
  - Финалиста (1) : 2010.
- Митропа куп :
  - Финалиста (1) : 1933.
- Међународни куп шампиона [][14] :
  - Освајач (1) : 2017.

## Сва финала међународних купова за Интер
Куп европских шампиона / Лига шампиона
| 1963/64. | Интер           | 3–1 | Реал Мадрид   |
| 1964/65. | Интер           | 1–0 | Бенфика       |
| 1966/67. | Селтик          | 2–1 | Интер         |
| 1971/72. | Ајакс           | 2–0 | Интер         |
| 2009/10. | Интер           | 2–0 | Бајерн Минхен |
| 2022/23. | Манчестер сити  | 1–0 | Интер         |
| 2024/25. | Пари Сен Жермен | 5–0 | Интер         |

Куп УЕФА / Лига Европе
| 1990/91. | Интер             | 2–0, 0–1       | Рома  |
| 1993/94. | Аустрија Салцбург | 0–1, 0–1       | Интер |
| 1996/97. | Шалке 04          | 1–0, 0–1 (4–1) | Интер |
| 1997/98. | Интер             | 3–0            | Лацио |
| 2019/20. | Севиља            | 3–2            | Интер |

Митропа куп
| 1933. | Интер | 2–1, 1–3 | Аустрија Беч |

УЕФА суперкуп
| 2010. | Интер | 0–2 | Атлетико Мадрид |

Интерконтинентални куп
| 1964. | Индепендијенте | 1–0, 0–2, 0–1 | Интер          |
| 1965. | Интер          | 3–0, 0–0      | Индепендијенте |

Светско клупско првенство
| 2010. | Интер | 3–0 | ТП Мазембе |

## Највећи успеси младог тима (Интер примавера)

### Национални
- Шампионат Италије - Примавера 1 :
  - Првак (11) : 1963/64, 1965/66, 1968/69, 1988/89, 2001/02, 2006/07, 2011/12, 2016/17, 2017/18, 2021/22, 2024/25.
  - Другопласирани (5) : 1979/80, 2002/03, 2003/04, 2007/08, 2018/19.
- Куп Италије Примавера :
  - Освајач (6) : 1972/73, 1975/76, 1976/77, 1977/78, 2005/06, 2015/16.
  - Финалиста (3) : 1978/79, 2003/04, 2006/07.
- Суперкуп Италије Примавера :
  - Освајач (1) : 2017.
  - Финалиста (6) : 2006, 2007, 2012, 2016, 2018, 2022.

### Међународни
- Трофеј Вијаређо :
  - Освајач (8) : 1962, 1971, 1986, 2002, 2008, 2011, 2015, 2018.
  - Финалиста (2) : 1972, 1983.
- ФИФА куп младих :
  - Освајач (1) : 1983.
- NextGen Series (претеча УЕФА Лиге младих) :
  - Освајач (1) : 2011/12.
- Међународни турнир до 19 – Белинцона
  - Победник (9) : 1946, 1949, 1966, 1979, 1986, 1987, 1988, 1989, 2014.

## Тренери Интера
| Име                                     | Националност                | Године    |
| --------------------------------------- | --------------------------- | --------- |
| Техничка комисија                       | Италија                     | 1908—1909 |
| Вирђилио Фосати                         | Италија                     | 1909—1915 |
| Техничка комисија                       | Италија                     | 1915—1919 |
| Нино Ресеготи Франческо Мауро           | Италија                     | 1919—1920 |
| Техничка комисија                       | Италија                     | 1920—1922 |
| Боб Спотисвуд                           | Енглеска                    | 1922—1924 |
| Паоло Шеидлер                           | Италија                     | 1924—1926 |
| Арпад Вајс                              | Мађарска                    | 1926—1928 |
| Јожеф Виола                             | Мађарска                    | 1928—1929 |
| Арпад Вајс                              | Мађарска                    | 1929—1931 |
| Иштван Тот                              | Мађарска                    | 1931—1932 |
| Арпад Вајс                              | Мађарска                    | 1932—1934 |
| Ђула Фелдман                            | Мађарска                    | 1934—1935 |
| Ђула Фелдман Албино Караро              | Мађарска Италија            | 1935—1936 |
| Армандо Кастелаци                       | Италија                     | 1936—1938 |
| Тони Карњели                            | Аустрија                    | 1938—1940 |
| Ђузепе Перукети Итало Замберлети        | Италија                     | 1940—1941 |
| Иво Фиорентини Ференц Молнар            | Италија Мађарска            | 1941—1942 |
| Ђовани Ферари                           | Италија                     | 1942—1945 |
| Карло Каркано                           | Италија                     | 1945—1946 |
| Карло Каркано Ђузепе Меаца              | Италија · Италија           | 1946—1947 |
| Ђузепе Меаца Карло Каркано              | Италија · Италија           | 1947—1948 |
| Дај Естли Ђулио Капели                  | Велс · Италија              | 1948—1949 |
| Ђулио Капели                            | Италија                     | 1949—1950 |
| Алдо Оливијери                          | Италија                     | 1950—1952 |
| Алфредо Фони                            | Италија                     | 1952—1955 |
| Алдо Кампатели Ђузепе Меаца             | Италија · Италија           | 1955—1956 |
| Луиђи Фереро Анибале Фроси Ђузепе Меаца | Италија · Италија · Италија | 1956—1957 |
| Џеси Карвер                             | Енглеска                    | 1957—1958 |
| Ђузепе Бигоњо Франк Педерсен            | Италија · Данска            | 1958—1959 |
| Алдо Кампатели Камило Акили             | Италија · Италија           | 1959—1960 |
| Еленио Ерера                            | Аргентина                   | 1960—1968 |
| Алфредо Фони Маино Нери                 | Италија · Италија           | 1968—1969 |
| Ериберто Ерера                          | Аргентина                   | 1969—1970 |
| Ериберто Ерера Ђовани Инверници         | Аргентина · Италија         | 1970—1971 |
| Ђовани Инверници                        | Италија                     | 1971—1972 |
| Ђовани Инверници Енеа Масиеро           | Италија · Италија           | 1972—1973 |
| Еленио Ерера Енеа Масиеро               | Аргентина · Италија         | 1973—1974 |

| Име                                                     | Националност                            | Године     |
| ------------------------------------------------------- | --------------------------------------- | ---------- |
| Луис Суарез Мирамонтес                                  | Шпанија                                 | 1974—1975  |
| Ђузепе Кјапела                                          | Италија                                 | 1975—1977  |
| Еугенио Берселини                                       | Италија                                 | 1977—1982  |
| Рино Маркези                                            | Италија                                 | 1982—1983  |
| Луиђи Радиче                                            | Италија                                 | 1983—1984  |
| Иларио Кастањер                                         | Италија                                 | 1984—1985  |
| Иларио Кастањер Марио Корсо                             | Италија · Италија                       | 1985—1986  |
| Ђовани Трапатони                                        | Италија                                 | 1986—1991  |
| Корадо Орико Луис Суарез Мирамонтес                     | Италија · Шпанија                       | 1991—1992  |
| Освалдо Бањоли                                          | Италија                                 | 1992—1993  |
| Освалдо Бањоли Ђанпјеро Марини                          | Италија · Италија                       | 1993—1994  |
| Отавио Бјанки                                           | Италија                                 | 1994—1995  |
| Отавио Бјанки Луис Суарез Мирамонтес Рој Хоџсон         | Италија · Шпанија · Енглеска            | 1995—1996  |
| Рој Хоџсон Лучано Кастелини                             | Енглеска · Италија                      | 1996—1997  |
| Луиђи Симони                                            | Италија                                 | 1997—1998  |
| Луиђи Симони Мирчеа Луческу Лучано Кастелини Рој Хоџсон | Италија · Румунија · Италија · Енглеска | 1998—1999  |
| Марчело Липи                                            | Италија                                 | 1999—2000  |
| Марчело Липи Марко Тардели                              | Италија · Италија                       | 2000—2001  |
| Ектор Купер                                             | Аргентина                               | 2001—2003  |
| Ектор Купер Корадо Вердели Алберто Цакерони             | Аргентина · Италија · Италија           | 2003—2004  |
| Роберто Манчини                                         | Италија                                 | 2004—2008  |
| Жозе Морињо                                             | Португал                                | 2008—2010  |
| Рафаел Бенитез Леонардо Араужо                          | Шпанија · Бразил                        | 2010—2011  |
| Ђан Пјеро Гасперини Клаудио Ранијери Андреа Страмаћони  | Италија · Италија · Италија             | 2011—2012  |
| Андреа Страмаћони                                       | Италија                                 | 2012—2013  |
| Валтер Мацари                                           | Италија                                 | 2013—2014  |
| Валтер Мацари Роберто Манчини                           | Италија · Италија                       | 2014—2015  |
| Роберто Манчини                                         | Италија                                 | 2015—2016  |
| Франк де Бур Стефано Веки Стефано Пјоли Стефано Веки    | Холандија · Италија · Италија · Италија | 2016—2017  |
| Лучано Спалети                                          | Италија                                 | 2017—2019  |
| Антонио Конте                                           | Италија                                 | 2019—2021  |
| Симоне Инцаги                                           | Италија                                 | 2021—2025  |
| Кристијан Киву                                          | Румунија                                | 2025—данас |

### Рекордери по броју вођених утакмица и остварених победа на клупи Интера
| Број | Име               | Националност | Године                        | Укупно утакмица |
| ---- | ----------------- | ------------ | ----------------------------- | --------------- |
| 1    | Еленио Ерера      | Аргентина    | 1960—1968 1973—1974           | 366             |
| 2    | Роберто Манчини   | Италија      | 2004—2008 2014—2016           | 303             |
| 3    | Ђовани Трапатони  | Италија      | 1986—1991                     | 232             |
| 4    | Симоне Инцаги     | Италија      | 2021—2025                     | 217             |
| 5    | Арпад Вајс        | Мађарска     | 1926—1928 1929—1931 1932—1934 | 212             |
| 6    | Еугенио Берселини | Италија      | 1977—1982                     | 207             |
| 7    | Алфредо Фони      | Италија      | 1952—1955 1968—1969           | 135             |
| 8    | Вирђилио Фосати   | Италија      | 1909—1915                     | 112             |
| 9    | Ектор Купер       | Аргентина    | 2001—2003                     | 110             |
| 10   | Жозе Морињо       | Португал     | 2008—2010                     | 108             |

| Број | Име               | Националност | Године                        | Укупно победа |
| ---- | ----------------- | ------------ | ----------------------------- | ------------- |
| 1    | Еленио Ерера      | Аргентина    | 1960—1968 1973—1974           | 205           |
| 2    | Роберто Манчини   | Италија      | 2004—2008 2014—2016           | 176           |
| 3    | Симоне Инцаги     | Италија      | 2021—2025                     | 141           |
| 4    | Ђовани Трапатони  | Италија      | 1986—1991                     | 124           |
| 5    | Арпад Вајс        | Мађарска     | 1926—1928 1929—1931 1932—1934 | 110           |
| 6    | Еугенио Берселини | Италија      | 1977—1982                     | 92            |
| 7    | Вирђилио Фосати   | Италија      | 1909—1915                     | 69            |
| 8    | Жозе Морињо       | Португал     | 2008—2010                     | 67            |
| 9    | Алфредо Фони      | Италија      | 1952—1955 1968—1969           | 66            |
| 10   | Антонио Конте     | Италија      | 2019—2021                     | 64            |

## Трофејни тренери Интера
| Име                           | Националност | Период    | Трофеји                                                        |
| ----------------------------- | ------------ | --------- | -------------------------------------------------------------- |
| Вирђилио Фосати               | Италија      | 1909—1915 | 1 Серија А                                                     |
| Нино Ресеготи Франческо Мауро | Италија      | 1919—1920 | 1 Серија А                                                     |
| Арпад Вајс                    | Мађарска     | 1929—1931 | 1 Серија А                                                     |
| Армандо Кастелаци             | Италија      | 1936—1938 | 1 Серија А                                                     |
| Тони Карњели                  | Аустрија     | 1938—1940 | 1 Серија А, 1 Куп Италије                                      |
| Алфредо Фони                  | Италија      | 1952—1955 | 2 Серије А                                                     |
| Еленио Ерера                  | Аргентина    | 1960—1968 | 3 Серије А, 2 Купа шампиона, 2 Интерконтинентална купа         |
| Ђовани Инверници              | Италија      | 1970—1973 | 1 Серија А                                                     |
| Еугенио Берселини             | Италија      | 1977—1982 | 1 Серија А, 2 Купа Италије                                     |
| Ђовани Трапатони              | Италија      | 1986—1991 | 1 Серија А, 1 Суперкуп Италије, 1 Куп УЕФА                     |
| Ђанпјеро Марини               | Италија      | 1993—1994 | 1 Куп УЕФА                                                     |
| Луиђи Симони                  | Италија      | 1997—1998 | 1 Куп УЕФА                                                     |
| Роберто Манчини               | Италија      | 2004—2008 | 3 Серије А, 2 Купа Италије, 2 Суперкупа Италије                |
| Жозе Морињо                   | Португал     | 2008—2010 | 2 Серије А, 1 Куп Италије, 1 Суперкуп Италије, 1 Лига шампиона |
| Рафаел Бенитез                | Шпанија      | 2010—2011 | 1 Суперкуп Италије, 1 Светско клупско првенство                |
| Леонардо Араужо               | Бразил       | 2010—2011 | 1 Куп Италије                                                  |
| Антонио Конте                 | Италија      | 2019—2021 | 1 Серија А                                                     |
| Симоне Инцаги                 | Италија      | 2021—2025 | 1 Серија А, 2 Купа Италије, 3 Суперкупа Италије                |

## Председници Интера
| Име                        | Националност | Године    |
| -------------------------- | ------------ | --------- |
| Ђовани Парамитиоти         | Италија      | 1908—1909 |
| Еторе Штраус               | Италија      | 1909—1910 |
| Карло Де Медичи            | Италија      | 1910—1912 |
| Емилио Хирцел              | Италија      | 1912—1913 |
| Луиђи Аншбахер             | Италија      | 1913—1914 |
| Ђузепе Висконти Ди Модроне | Италија      | 1914—1919 |
| Ђорђио Хулс                | Италија      | 1919—1920 |
| Франческо Мауро            | Италија      | 1920—1923 |
| Енрико Оливети             | Италија      | 1923—1926 |
| Сенаторе Борлети           | Италија      | 1926—1928 |
| Ернесто Торузио            | Италија      | 1928—1929 |
| Оресте Симоноти            | Италија      | 1929—1931 |

| Име               | Националност | Године     |
| ----------------- | ------------ | ---------- |
| Фердинандо Поцани | Италија      | 1931—1942  |
| Карло Масерони    | Италија      | 1942—1955  |
| Анђело Морати     | Италија      | 1955—1968  |
| Иваное Фраицоли   | Италија      | 1968—1984  |
| Ернесто Пелегрини | Италија      | 1984—1995  |
| Масимо Морати     | Италија      | 1995—2004  |
| Ђачинто Факети    | Италија      | 2004—2006  |
| Масимо Морати     | Италија      | 2006—2013  |
| Ерик Тохир        | Индонезија   | 2013—2018  |
| Стивен Жанг       | Кина         | 2018—2024  |
| Ђузепе Марота     | Италија      | 2024—данас |

## Технички и званични спонзори Интера
| Године спонзорисања | Произвођачи опреме |
| ------------------- | ------------------ |
| 1979—1982           | Пума               |
| 1982—1986           | Mec Sport          |
| 1986—1988           | Le Cog Sportif     |
| 1988—1991           | Uhlsport           |
| 1991—1998           | Умбро              |
| 1998—2024           | Најки              |

| Године спонзорисања | Спонзор на дресу                           |
| ------------------- | ------------------------------------------ |
| 1981—1982           | Inno-Hit                                   |
| 1982—1991           | Misura                                     |
| 1991—1992           | Fitgar                                     |
| 1992—1995           | Fiorucci                                   |
| 1995—2021           | Pirelli                                    |
| 2021—2022           | Socios.com, DigitalBits и Леново           |
| 2022—2023           | DigitalBits, Парамаунт плус, Ибеј и Леново |
| 2023—2024           | Парамаунт плус, Ибеј и U-Power             |
| 2024—данас          | Bushiroad, Катар ервејс и Indofood         |

## Ривалитет са Миланом и Јувентусом

### Дерби дела Мадонина (статистика)
Од 23. априла 2025.
| Такмичење                                | ИГ  | Интер | Н  | Милан | ГолИнтер | ГолМилан |
| ---------------------------------------- | --- | ----- | -- | ----- | -------- | -------- |
| Првенство Италије (1909–1929, 1945–1946) | 22  | 8     | 3  | 11    | 40       | 36       |
| Серија А (1929–1943, 1946–данас)         | 182 | 70    | 57 | 55    | 260      | 234      |
| Укупно првенствених мечева               | 204 | 78    | 60 | 66    | 300      | 270      |
| Национална лига (1943–1944)              | 2   | 1     | 0  | 1     | 3        | 3        |
| Куп Италије                              | 29  | 9     | 9  | 11    | 28       | 38       |
| Суперкуп Италије                         | 3   | 1     | 0  | 2     | 6        | 5        |
| Укупно сва домаћа такмичења              | 238 | 89    | 69 | 80    | 337      | 316      |
| Лига шампиона                            | 6   | 2     | 2  | 2     | 4        | 6        |
| Укупно званичних мечева                  | 244 | 91    | 71 | 82    | 341      | 322      |

| ИГ: одиграно утакмица               |
| Интер: победа Интера                |
| Н: нерешено                         |
| Милан: победа Милана                |
| ГолИнтер: постигнутих голова Интера |
| ГолМилан: постигнутих голова Милана |

### Дерби Италије (статистика)
Од 16. фебруара 2025.
| Такмичење                                | ИГ  | Интер | Н  | Јувентус | ГолИнтер | ГолЈувентус |
| ---------------------------------------- | --- | ----- | -- | -------- | -------- | ----------- |
| Првенство Италије (1909–1929, 1945–1946) | 27  | 12    | 7  | 8        | 46       | 36          |
| Серија А (1929–1943, 1946–данас)         | 184 | 49    | 47 | 88       | 213      | 264         |
| Укупно првенствених мечева               | 211 | 61    | 54 | 96       | 259      | 300         |
| Национална лига (1943–1944)              | 2   | 1     | 0  | 1        | 2        | 2           |
| Куп Италије                              | 36  | 12    | 9  | 15       | 45       | 53          |
| Суперкуп Италије                         | 2   | 2     | 0  | 0        | 3        | 1           |
| Трофеј Армандо Пики (1971)               | 1   | 1     | 0  | 0        | 3        | 1           |
| Укупно сва домаћа такмичења              | 252 | 77    | 63 | 112      | 312      | 357         |
| Митропа куп                              | 1   | 0     | 0  | 1        | 0        | 1           |
| Укупно званичних мечева                  | 253 | 77    | 63 | 113      | 312      | 358         |

| ИГ: одиграно утакмица                     |
| Интер: победа Интера                      |
| Н: нерешено                               |
| Јувентус: победа Јувентуса                |
| ГолИнтер: постигнутих голова Интера       |
| ГолЈувентус: постигнутих голова Јувентуса |